# Minettia gemmata
Minettia gemmata är en tvåvingeart som beskrevs av Shatalkin 1992. Minettia gemmata ingår i släktet Minettia och familjen lövflugor. Inga underarter finns listade i Catalogue of Life.